# Famille de Parseval
Pour les articles homonymes, voir Parseval.
La famille de Parseval est une famille subsistante de la noblesse française, originaire du Perche, puis établie à Paris, anoblie par la charge de conseiller-secrétaire du roi (1751-1766).
Elle a formé plusieurs branches dont l'une s'est établie en Bavière (Allemagne) après la Révolution française de 1789,. 
De cette famille sont notamment issus des fermiers généraux, des officiers généraux, et des chambellans des rois de Bavière.
Une branche de la famille relève le nom, le titre et les armes de la famille de Foudras en 1914.

## Histoire
Philibert (1696-1766) est anobli par charge de conseiller-secrétaire du Roi en la 
Grande Chancellerie, le 15 juin 1751,.
La famille est subsistante en 2024. Elle est adhérente de l'Association d'entraide de la noblesse française, depuis 1939,

## Filiation simplifiée

### Branche de La Brosse
- Alexandre I Parseval, marchand à Châteaudun. Il épouse Catherine Barré.
  - Alexandre II Parseval, né en 1599, marchand à Châteaudun. Il épouse Marie Boissière.
    - Alexandre VI Parseval, né en 1631, officier du roi, avocat, et greffier à Mortagne-au-Perche. Il épouse Marie Pinceloup.
      - Alexandre XII Parseval, né en 1655, seigneur de La Vallée, avocat, et conseiller du roi, subdélégué à Mortagne-au-Perche de l'Intendant de la Généralité d'Alençon. Il épouse Marie Léonard, et est l'auteur du rameau ainé de la Brosse[7].
        - Pierre II Parseval, chevalier, seigneur de Briou, lieutenant-colonel de dragons, anobli par lettres patentes d'avril 1721.
          - Pierre-Charles de Parseval de La Brosse, né en 1743, comte de Briou. Il participe à la campagne de 1792 dans l'Armée des princes sous le commandement du maréchal de Broglie et du général de Castrie. Lieutenant général des armées en 1814, grand croix de Saint-Louis.

      - Pierre I Parseval, né en 1658, sieur de la Chevallerie, avocat, lieutenant général civil et criminel au bailliage, et maire perpétuel de Nogent-le-Rotrou. Il épouse en troisièmes noces Marguerite Chasteau, dont sont issues toutes les branches cadettes[7].

### Branche de La Chevalerie
- Pierre I Parseval, né en 1658. Il épouse Marguerite Chasteau.
  - Madeleine, né en 1713, marié à Charles-François Pinceloup de La Grange. Jean-Baptiste Perronneau fit son portrait.
  - Alexandre XVII, né en 1714, prêtre et chanoine.
  - Alexandre XVIII, épouse Françoise de Chaumont, auteur de la branche des Chesnes.
  - Philibert I[8], né en 1696, sieur de Frileuse, bourgeois de Paris, conseiller secrétaire du roi, fermier général. Il épouse Françoise Renée Maraine.
    - François-Philibert, auteur du rameau de Fontaine.
    - Pierre V, né en 1724, seigneur de Gonneville et de Frileuse, fermier général. Il épouse Madeleine Huet de Montaran puis Henriette de La Guerche.
      - Charles-René[9], né en 1759, fermier général, guillotiné le 19 floréal an II (8 mai 1794). Il épouse Anne-Françoise Brac de La Perrière.
      - Adele, née en 1768, il épouse Étienne-Marie Delahante.
      - Alexandre-Philbert-Pierre[9], né en 1758, seigneur de Frileuse, fermier général, gouverneur des Quinze-Vingts. Il fut guillotiné le 19 floréal an II (8 mai 1794). Il épouse Louise de Floissac et est l'auteur de la branche subsistante de Gonneville.
        - Auguste, né en 1791, conseiller général de l'Ain. Il épouse Jeanne de Preste.
        - Charles II, né en 1792, capitaine de la garde royale. Il épouse Alexandrine Laurens de Waru.
          - Charles-Marie, né en 1834, il épouse Marie de Montpinson.

### Branche de Fontaine et de Bavière
- Philibert, né en 1696, fermier général, conseiller secrétaire du Roi, lieutenant général et président du bailliage du Perche.
  - François-Philbert, né en 1726, seigneur de Fontaine, Conflans et Montmartin, directeur des fermes général.
    - Philbert-Marie-César né en 1765, chambellan du roi de Prusse Frédéric-Guillaume II. Il épouse Caroline de Bergh. Auteur de la branche de Fontaine et de Bavière.
      - Ferdinand von Parseval, né en 1791, général de brigade dans l'armée bavaroise, chambellan du roi de Bavière Maximilien Ier. Il épouse Fanny O'Heguerty.
        - Maximilian von Parseval (de), né en 1823, général de brigade dans l'armée bavaroise. Il épouse Johanna Steinacker.

      - Joseph von Parseval, né en 1825, conseiller du gouvernement et chambellan du roi de Bavière. Il épouse Amélie von Schaden.
      - August von Parseval[10], né en 1861, pionnier allemand de l'aéronautique qui fut le principal concurrent de Ferdinand von Zeppelin dans le domaine des ballons dirigeables.
        - Otto von Parseval (de), né en 1827, général en chef de l'infanterie bavaroise, éducateur du duc d'Oldenbourg. Il épouse Cécile von Rennenkampff.
        - Ferdinand von Parseval, né en 1829, général bavarois. Il épouse Anna von Wangenheim (de).

      - Camille-Ferdinand de Parseval, né en 1795, ESM Saint-Cyr, chef d'escadron. Il épouse Adélaïde de Foudras.
        - Georges de Parseval, né en 1830, Ecole navale, officier de marine. Il épouse Henriette Parseval de Grandmaison.
          - Frédéric, né le 5 avril 1861, ESM Saint-Cyr, chef de bataillon, chevalier de la Légion d'honneur, chevalier de Malte. Il épouse Madeleine Boyer.
            - Henri, dit marquis de Foudras, né en 1889, chevalier de grâce et de dévotion de l'ordre Souverain de Malte, propriétaire du château de Graveron-Semerville. Il épouse Marcelle Feray.
              - Hubert, né en 1914, dit marquis de Foudras, chevalier magistral de l'Ordre souverain de Malte. Il épouse Marie Le Tourneur d'Ison.
              - Maylis, née en 1924, il épouse Antoine de Solere, FFI.

          - Henri-Pie[11], né en 1874, Ecole navale, contre-amiral. Il épouse Marie Billion du Rousset.

        - Fernand de Parseval de Foudras[12],[13], né en 1840, ESM Saint-Cyr, colonel d'infanterie, gouverneur militaire du « duc d'Orléans » durant sa minorité, attaché à la personne du comte de Paris et membre de sa maison, chevalier de Malte. Il épouse Adrienne de Laumont.

    - André-Pierre-René-Philbert, né en 1767, capitaine d'infanterie, gentilhomme de la chambre du roi Charles X, auteur de la branche de Perthuis.

### Branche de Perthuis
- André-Pierre-René-Philbert, né en 1767. Il épouse Victoire Desmé de Gagnonville.
  - Abel né en 1798, officier de cavalerie, garde du corps (compagnie écossaise) du roi Louis XVIII. Il épouse Octavie du Chesne.
    - Henri, son petit fils, né en 1875, maire d'Uzès.
      - Jean, né en 1904, il épouse Elisabeth Dupuy, fondateur de la banque Dupuy de Parseval.
        - Philibert, né en 1930. Il épouse Geneviève Delaisi de Parseval, psychanalyste française spécialiste de la bioéthique.

  - Eugène né en 1807, trésorier payeur général.

### Rameau des Chênes et de Grandmaison
- Alexandre XVIII, né en 1718, conseiller secrétaire du roi, receveur général. Il épouse Françoise de Chaumont.
  - Alexandre-André Parseval des Chênes, né en 1753, receveur général des finances à Metz (1786), directeur des contributions indirectes (1810). Il épouse Marie de La Bapomerie.
    - Edouard, né en 1787, directeur des contributions. Il épouse Hélène du Thil.
      - Gustave, né en 1826, écrivain, membre de la société des gens de lettres.

    - Alexandre Ferdinand Parseval-Deschênes[14], né en 1790, amiral et sénateur de l'Empire, grand-croix de la Légion d'honneur.

  - Marc-Antoine Parseval des Chênes[15], né en 1765, mathématicien français, membre de l'Institut.
  - François-Auguste Parseval-Grandmaison[16], né en 1759, peintre, poète, et académicien français, membre du corps scientifique de l'expédition d'Égypte, membre de l'Institut du Caire. Il épouse Victoire Despaulx.
    - Alexandre-Jules, né en 1795,  avocat, botaniste. Sa fille épouse Georges de Parseval (1830-1896).
    - Adolphe, né en 1801, chancelier du consulat de France à Valparaíso (Chili).

## Portraits

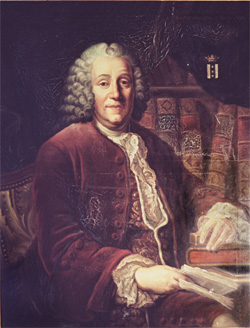
Philibert de Parseval, Secrétaire du Roi, fermier général, Seigneur de Frileuse et Gonneville, bourgeois de Paris.
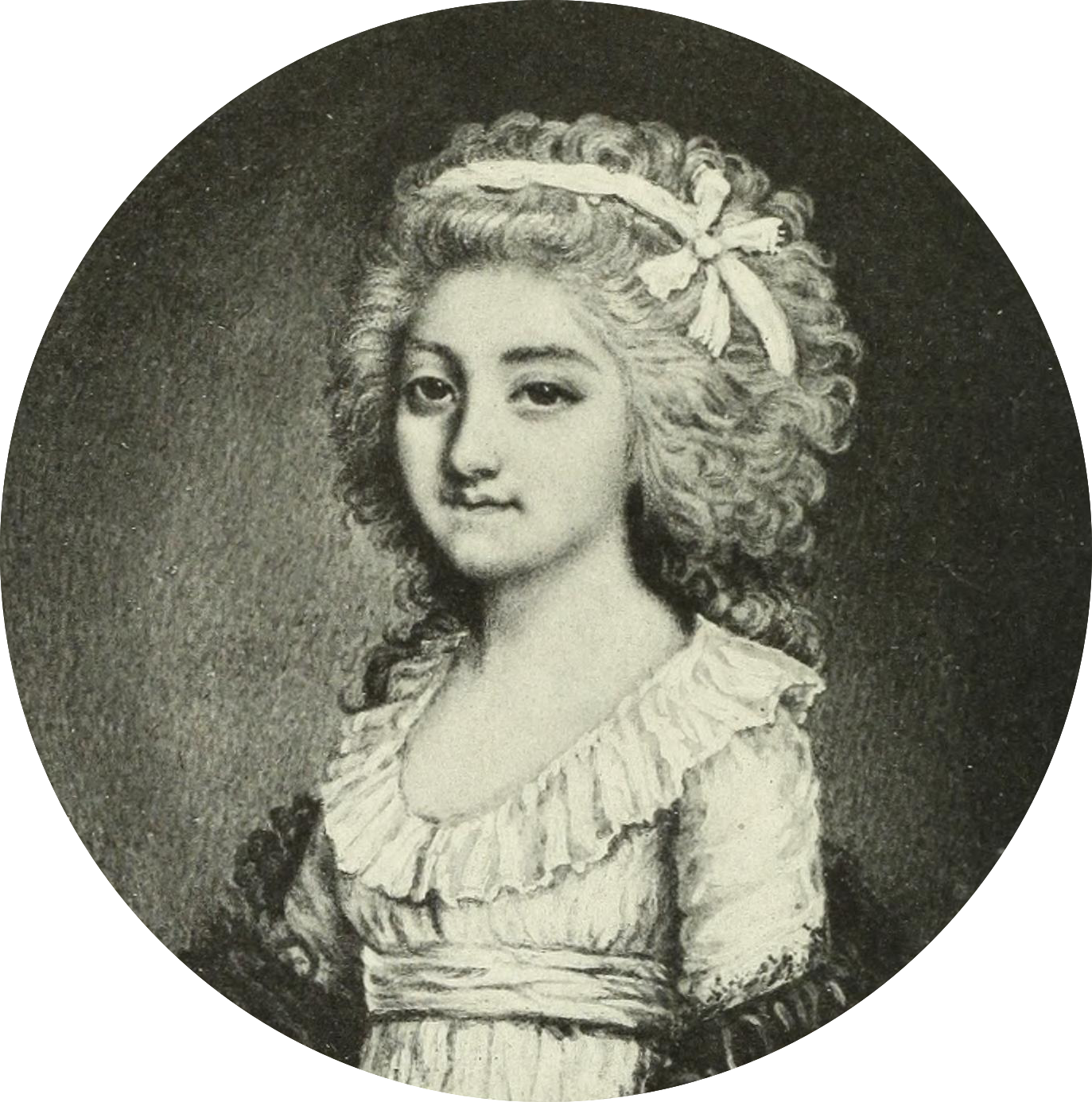
Mlle Adèle de Parseval, future Mme Delahante.
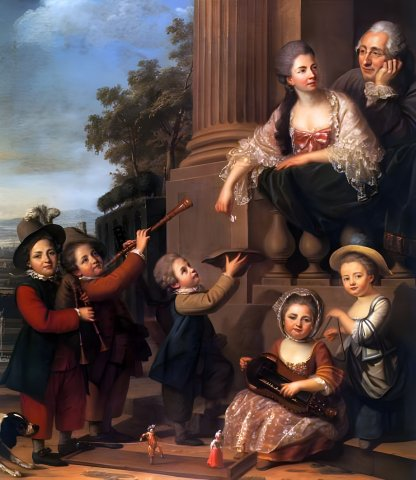
Pierre V de Parseval et sa famille, Guillaume Voiriot.
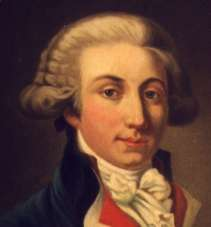
Philibert-Marie-César de Parseval (1765-1796), émigré, chambellan de Frédéric-Guillaume II, roi de Prusse.
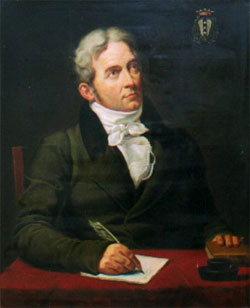
François-Auguste de Parseval-Grandmaison (1759-1836) peintre, poète et académicien.
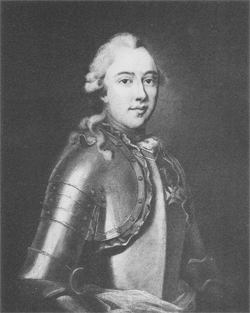
Pierre-Charles de Parseval (1743-1822), Lieutenant-général des Armées du Roi, Grand Croix de l'ordre Royal et Militaire de Saint-Louis.
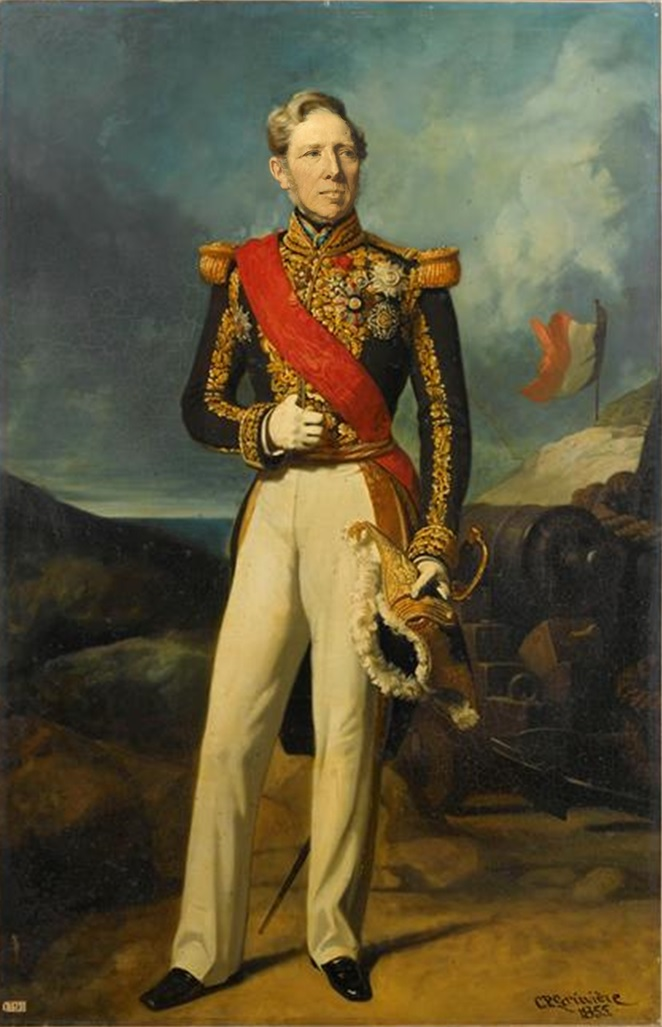
Alexandre Ferdinand Parseval des Chênes, Amiral de France, sénateur, Chevalier de Saint-Louis.
Magdeleine de Parseval, épouse Pinceloup de la Grange.
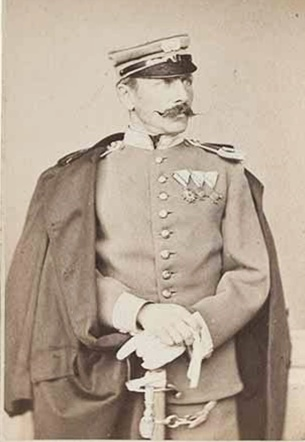
Maximilian von Parseval (de), général bavarois.
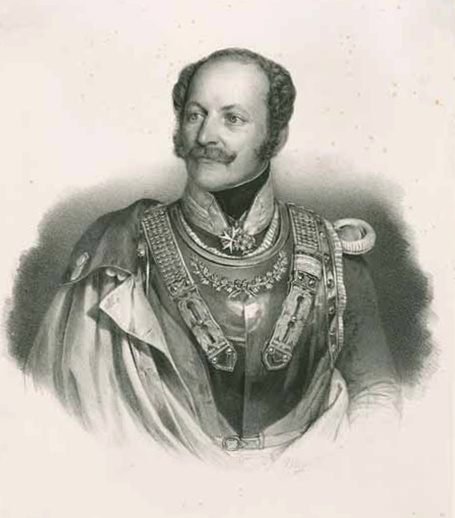
Ferdinand von Parseval, général de cavalerie bavarois, commandeur de l'Ordre de l'Aigle rouge de Prusse.
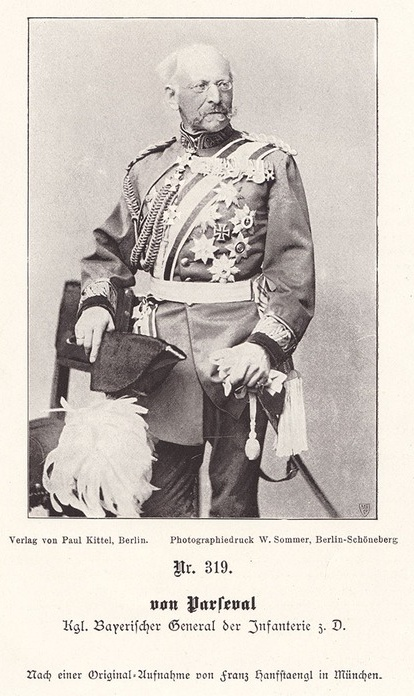
Otto von Parseval (de), précepteur du prince d'Oldenbourg.

## Héraldique
| Image | Blasonnement |
| ----- | --- |
|       | de Parseval : D'argent à un pal de sable chargé de trois étoiles d'argent. - Titre porté : Marquis (titre de courtoisie), - Supports : Deux lions.                                                                           |
|       | de Parseval de Foudras : Ecartelé : aux 1 et 4, d'argent à un pal de sable chargé de trois étoiles du champ (Parseval), aux 2 et 3, d'azur à trois fasces d'argent (Foudras). - Titre porté : Marquis (titre de courtoisie). |
|       | de Parseval de La Brosse : D'argent au bras armé de gueules tenant une épée du même et mouvant du flanc dextre, au chef d'azur chargé de deux étoiles du champ. - Titre porté : Comte.                                       |

## Châteaux et demeures

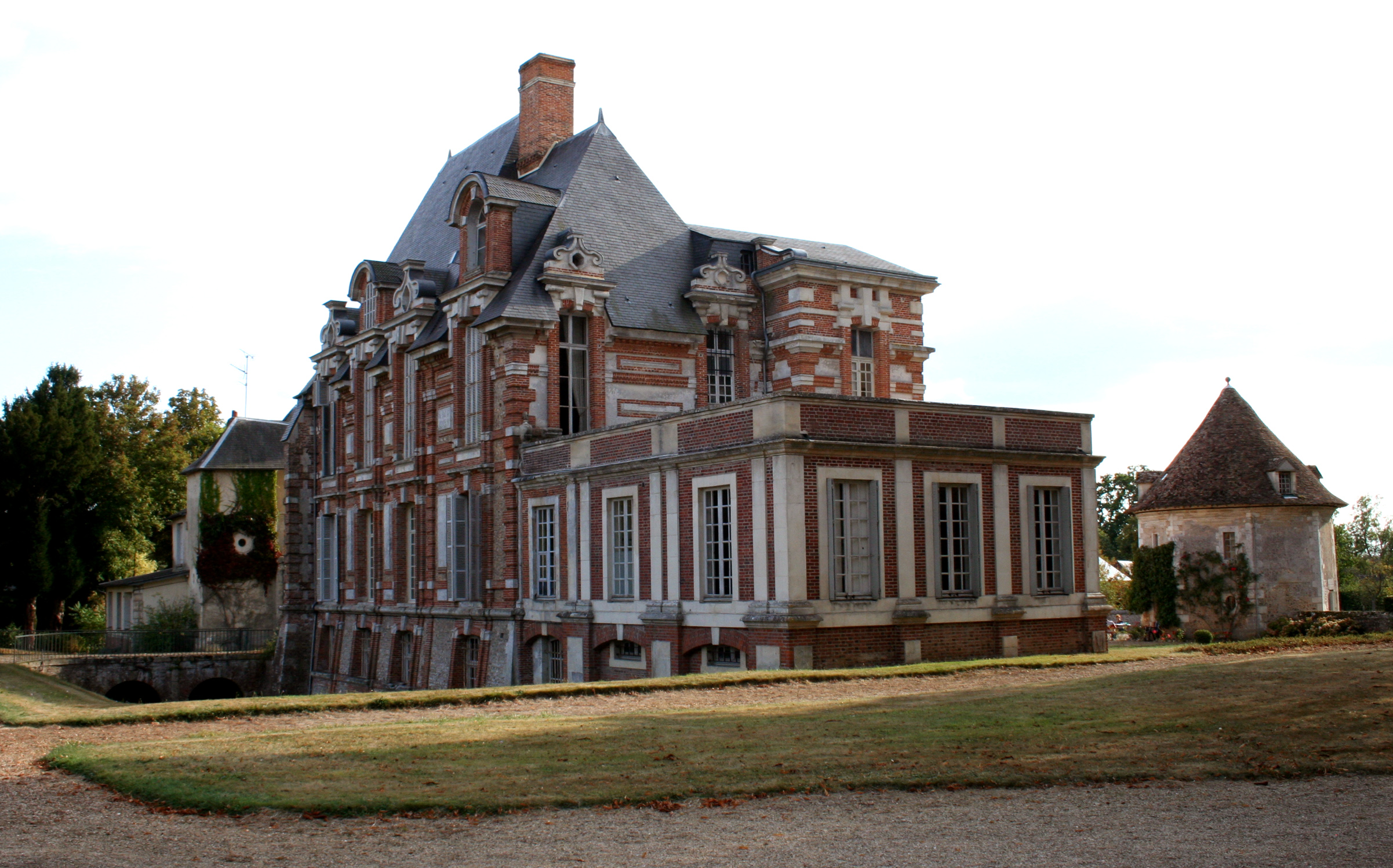
Château de Graveron-Sémerville
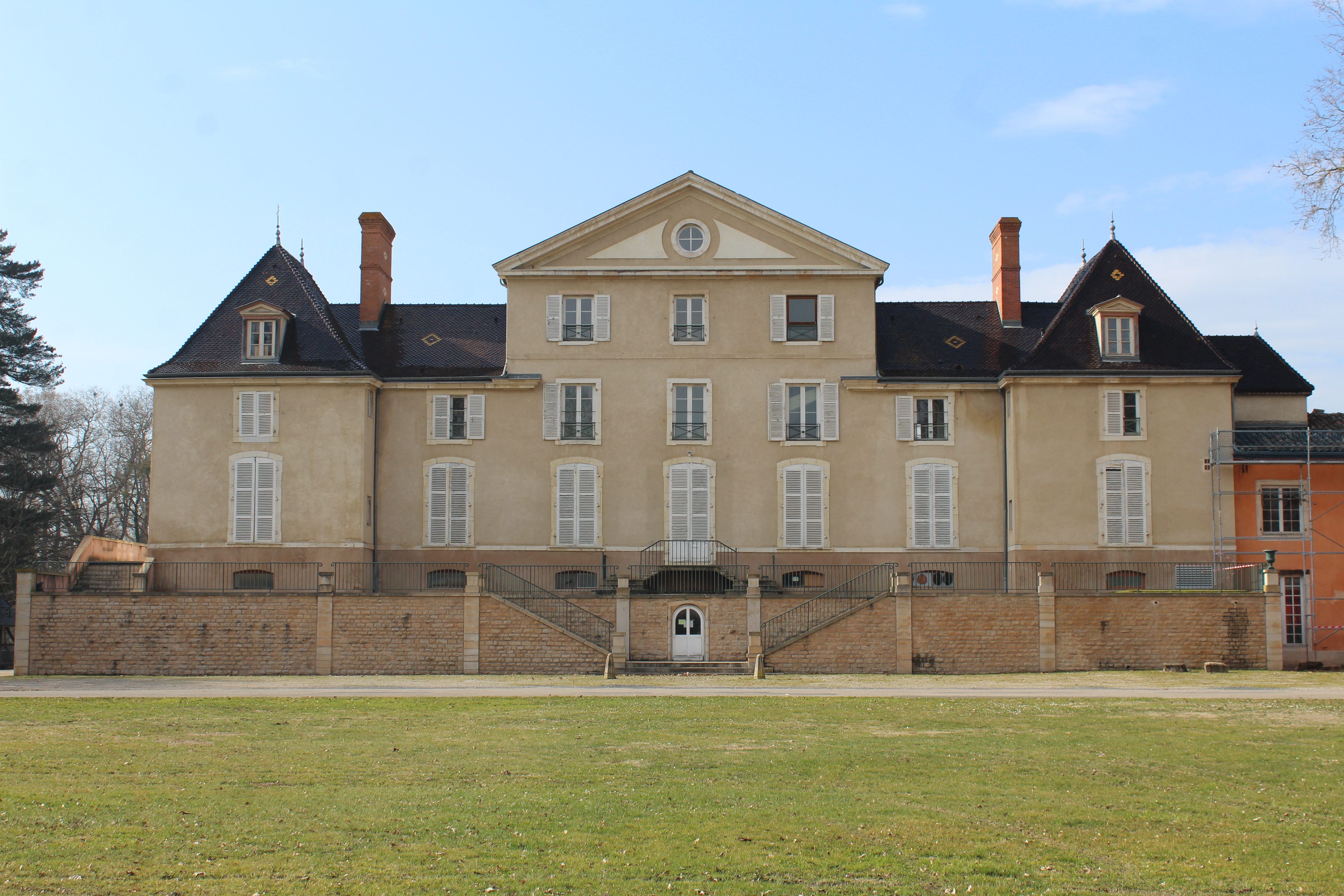
Château du Pont de Veyle
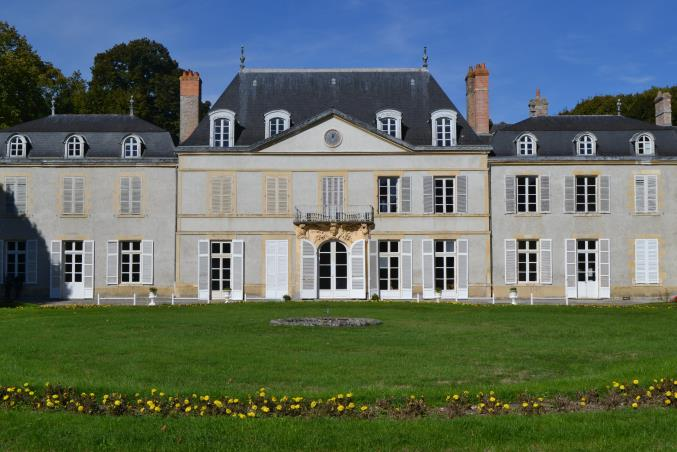
Château de Chevilly
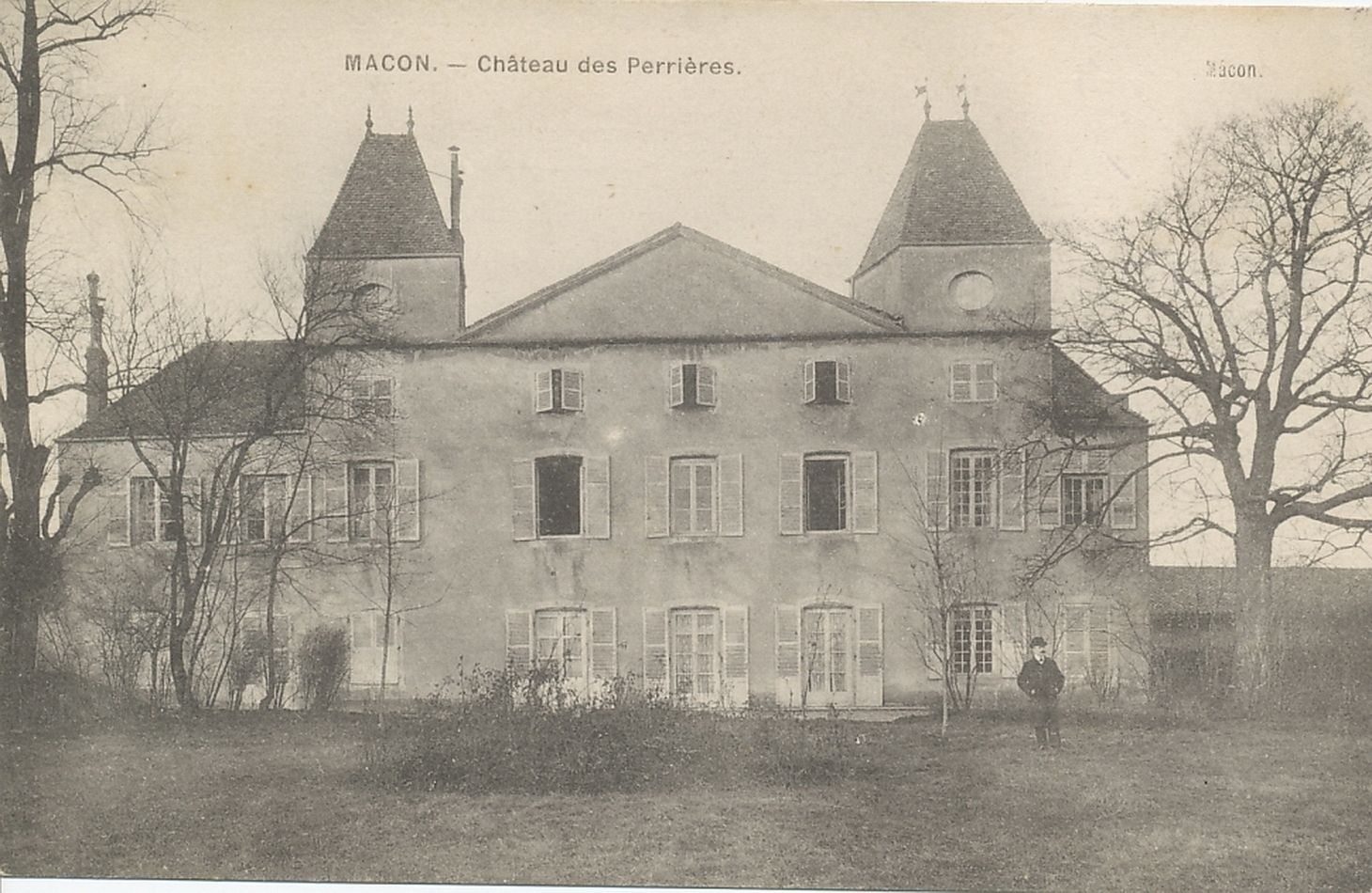
Château des Perrières
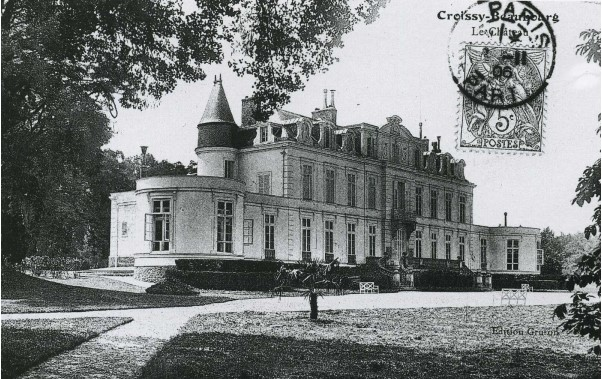
Château de Croissy-Beaubourg
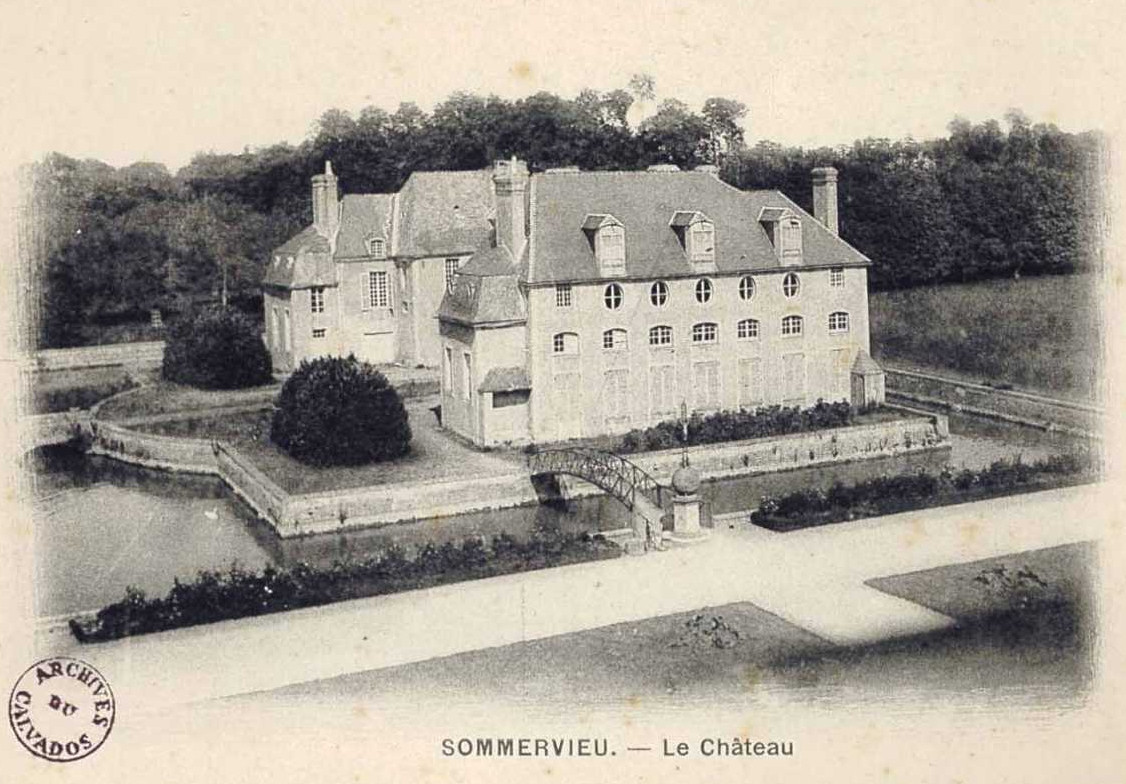
Château de Sommervieu
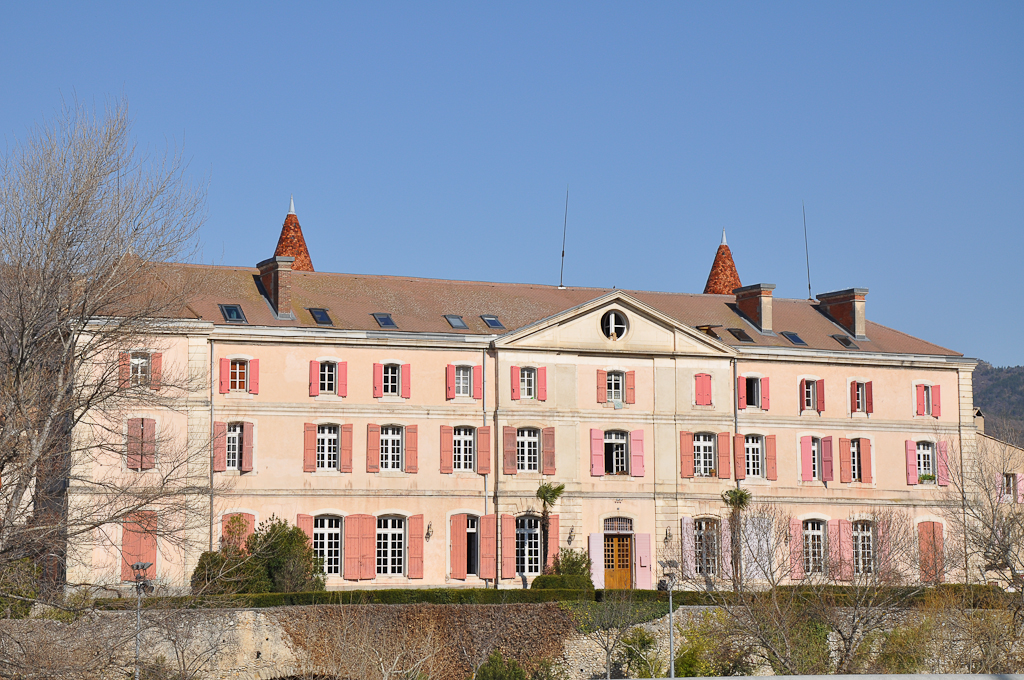
Château de Malijai
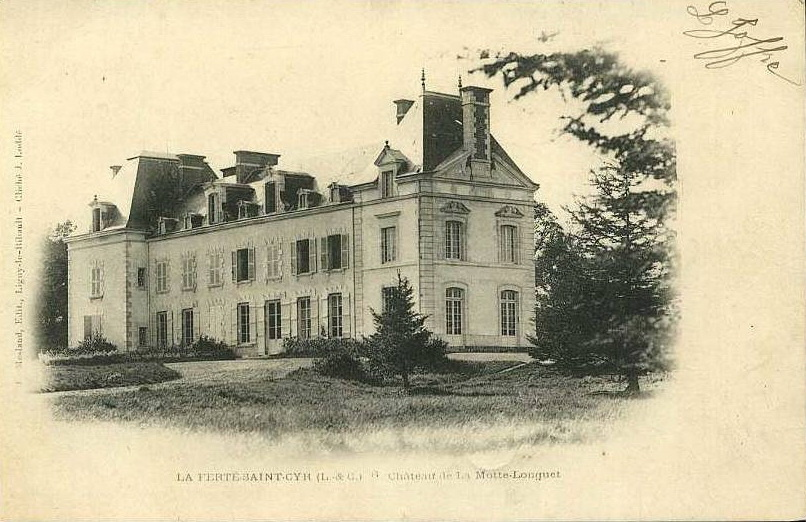
Château de la Motte-Longuet
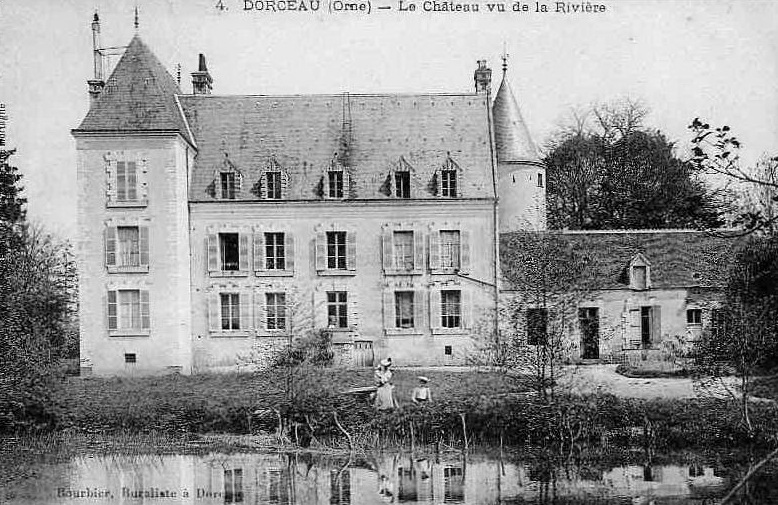
Château de Grandmaison

## Terres
- La Goubaudière, Gonneville, Frileuse, Fontaine, Perthuis, les Chênes, Grandmaison (Dorceau), Briou, la Brosse.

## Alliances
Les principales alliances de la famille sont : 
- Alliances françaises : Huguet de Montaran, Duvaucel de Castelnau, Laurens de Waru, de Floissac, Brossin de Saint-Didier, de Montpinçon, de Chivré, Gautier de Charnacé, Gourdier des Hameaux, Le Forestier de Vendeuvre, Brulley de La Brunière, de Fontaine de Resbecq, de Malglaive, de Maussac, Longuet de La Giraudière, Puyhabilier de Leyrac, de Frotté, Pantin de La Guère, Le Coat de Saint-Haouen, Delfau de Pontalba, Brac de La Perrière, de Bernières, Fabus de Vernand, Delahante, de Foudras, de Bourcet, Michon de Pierreclos, Passerat de La Chapelle, Boyer, Feray, Le Tourneur d'Ison, de Fallois, de Solere, Tillette de Mautort, Guiot de La Rochère, de Bentzmann, de Bony de Lavergne, de Robiano de Saffran, Billion du Rousset, de Hennezel d'Ormois, Desmé de Gagnonville, Martin de Méreüil, de Montaudüin, de Lombard de Montchalin, Dupont de Saint-Ouen, de Bastard-Lafitte, d'Alvimare, Bessirard de La Touche, Tigé de Rouffigny, de Chaumont, Denis de Senneville, de Maupeou, de Luzy de Pélissac, de Maillé-Brezé, d'Arros, d'Abbadie d'Ithorrotz, Roulleau de La Roussière, d'Espalungue, Le Loup de Sancy de Rolland.

- Alliances étrangères : de Bergh, O'Heguerty, von Reinhard, von Rennenkampf, von Bornstedt, von Wangenheim (de), von Westarp (de), von La Roche-Starkenfels (de).

## Odonymie
- Vase Parseval,
- Parseval-Sigsfeld,
- Avisio Amiral Parseval,
- Île Parseval,
- Avenue de Parseval à Senlis,
- Parsevalstrasse, à Huckarde, Troisdorf-Sieglar, Ehrenfeld et à Barmen,
- Parseval square à Düsseldorf.

## Pour approfondir